# 阮成武
阮成武（1964年6月—），安徽六安人，教育部长江学者特聘教授，安徽师范大学教授。

## 生平
1984年毕业于安徽师范大学教育系，2002年于华东师范大学研究生班结业，2012年获安徽师范大学法学博士学位。1984年起任教于六安师范学校，曾任六安师范学校副校长，六安师范专科学校校长助理，皖西学院教育系主任等职。2007年引进至安徽师范大学工作，2014年晋升二级教授。

## 学术贡献
主要从事教育基本理论、课程与教学论等研究工作。主持国家社科基金项目、教育部重大课题子课题等10余项，发表论文120余篇，是国家级精品课程和国家级精品资源共享课程《教育学原理》负责人。

## 社会兼职
教育部高等学校小学教师培养教学指导委员会委员，中国教育学会初等教育学学术委员会副理事长，国家社科基金评审专家。

## 著作
- 《主体性教师学》（2005年，安徽大学出版社）
- 《小学教育政策与法规》（主编，高等院校小学教育专业教材）（2006年，高等教育出版社）
- 《教育学》（主编，教师资格认定及师范类毕业生上岗考试辅导教材）（2008年，北京师范大学出版社）
- 《小学教育概论》（主编，高等院校小学教育专业教材）（2011年，华东师范大学出版社）
- 《教师职业的理性和诗意》（2015年，安徽师范大学出版社）
- 《教育利益协调的制度创新》（2017年，教育科学出版社）
- 《教育民生论》（2021年，人民出版社）

## 奖项和荣誉
- 1996年，获曾宪梓教育基金会优秀教师奖三等奖
- 2003年，获安徽省优秀教育科研成果一等奖
- 2005年，获安徽省哲学社会科学成果三等奖
- 2008年，获安徽省教学成果三等奖
- 2010年，获安徽省教学成果特等奖（第一完成人）
- 2011年，获安徽省哲学社会科学成果二等奖
- 2011年，获第四届全国教育科学研究优秀成果三等奖（独立）[4]
- 2016年，获第五届全国教育科学研究优秀成果二等奖（独立）[5]
- 2018年，获国家级教学成果二等奖（第一完成人）[6]
- 2020年，获安徽省研究生教学成果特等奖（第二完成人）[7]
- 2021年，获“全国五一劳动奖章”[8]
- 2021年，入选国家“万人计划”教学名师、“长江学者”特聘教授
- 2022年，获安徽省教学成果特等奖（基础教育）（第一完成人）、安徽省教学成果一等奖（基础教育）（第二完成人）
- 2022年，获安徽省哲学社会科学成果一等奖